# IC 1351
IC 1351 је лентикуларна галаксија у сазвјежђу Водолија која се налази на листи објеката дубоког неба у Индекс каталогу.
Деклинација објекта је - 13° 12' 5" а ректасцензија 21h 1m 52,3s. Привидна величина (магнитуда) објекта IC 1351 износи 14,7 а фотографска магнитуда 15,7. IC 1351 је још познат и под ознакама NPM1G -13.0512, PGC 941325.